# Claviger colchicus
Claviger colchicus – chrząszcz z rodziny kusakowatych, podrodziny Pselaphinae.

## Występowanie
Występuje w Azerbejdżanie, Armenii, Gruzji, Rosji (na Kaukazie), Iranie i Turcji.